# Strumienno (Lubusz)
Strumienno [pronunciación en polaco: /struˈmjɛnnɔ/] (en alemán: Pfeifferhahn)  es un pueblo ubicado en el distrito administrativo de Gmina Krosno Odrzańskie, dentro del Distrito de Krosno Odrzańskie, Voivodato de Lubusz, en Polonia occidental. Se encuentra aproximadamente a 6 kilómetros al oeste de Krosno Odrzańskie y a 36 kilómetros al oeste de Zielona Góra.
Antes de 1945, el área fue parte de Alemania.